# Iryna Kyrytsjenko
Iryna Ivanivna Kyrytsjenko (Oekraïens: Іри́на Іва́нівна Кириче́нко) (Loehansk, 13 juni 1937 - 11 maart 2020) was een wielrenster uit de Sovjet-Unie en fietscoach uit Oekraïne.
Kyrytsjenko werd tweemaal wereldkampioen sprint op de baan, in 1964 en 1966.
Na haar sportcarrière werd Kyrytsjenko benoemd tot Honored Master of Sports of the USSR (Oekraïens: Заслужений майстер спорту СРСР) en Geëerde coach van Oekraïne (Oekraïens: Заслужений тренер України, engels: Honored Coach of Ukraine).